# Uno strano caso di omicidio
Uno strano caso di omicidio (The Runner Stumbles) è un film del 1979 diretto e prodotto da Stanley Kramer.

## Trama
La giovane suor Rita giunge in una piccola comunità mineraria del Michigan per aiutare a gestire la scuola della chiesa, in quanto le due anziane suore della parrocchia si sono ammalate di tubercolosi. Suor Rita è costretta ad alloggiare in canonica, dove vivono il parroco padre Rivard e la perpetua signora Shandig. La stretta vicinanza tra i due inizia a scatenare pettegolezzi e sospetti, che giungono anche all'orecchio del vescovo. I due religiosi confessano il loro casto amore reciproco, ma suor Rita viene misteriosamente uccisa e il sacerdote accusato d'omicidio. Al processo si scoprirà che la verità è un'altra.